# Садовое (Пензенская область)
Садо́вое — село в Наровчатском районе Пензенской области России. Входит в состав Плесковского сельсовета.

## История
В 1960 году указом Президиума Верховного Совета РСФСР село Дурасовка переименовано в Садовое.

## Население
| 1795 | 1864 | 1877 | 1897 | 1912 | 1926 | 1930 |
| ---- | ---- | ---- | ---- | ---- | ---- | ---- |
| 326  | ↗675 | ↗844 | ↘662 | ↗971 | ↘815 | ↗863 |
| 1937 | 1979 | 1989 | 1996 | 2002 | 2010 |      |
| ↘599 | ↘336 | ↘251 | ↘216 | ↘179 | ↘148 |      |

## Известные уроженцы
- Алёшин, Александр Васильевич (1918—2001) — советский шофёр, Герой Социалистического Труда.